# Puebla de Obando
Puebla de Obando es un municipio y localidad española de la provincia de Badajoz, en la comunidad autónoma de Extremadura. El término municipal tiene una población de 1806 habitantes (INE 2024).

## Geografía
Se sitúa en el ámbito de las sierras de Loriana y el Vidrio, entre las capitales de provincia Cáceres y Badajoz, junto a la carretera N-523, a la altura del km 40, sobre un dominio paisajístico montuoso de agreste belleza, situado en el límite con la Alta Extremadura. Pertenece a la comarca de Lácara los Baldíos y al  partido judicial de  Montijo. Se sitúa en la frontera entre las provincias de Cáceres y Badajoz.
Por la localidad pasará en un futuro la autovía regional EX-A4 que unirá Cáceres con Badajoz siguiendo un trazado paralelo a la actual carretera, esta autovía dará más servicio y alternativa de camino a los obandinos.

## Historia

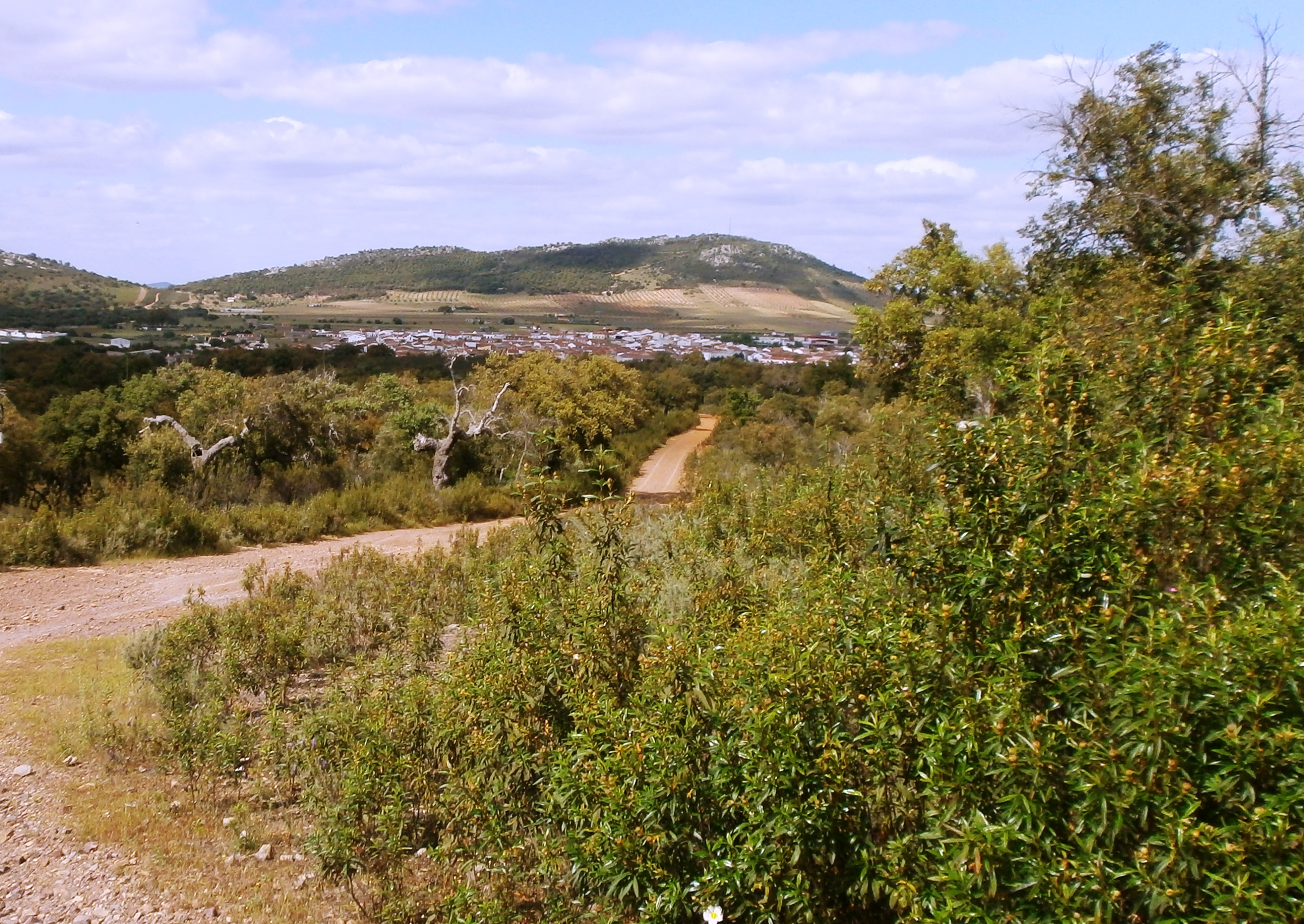
Puebla de Obando

El origen de la villa se debe a una carta de Carlos V de Alemania a la marquesa de Obando según la cual le cedía unas tierras para llevar a cabo la expansión de las mismas ya habitadas por pocas personas (la fecha fue en el año 1524, es decir, en el Siglo XVI).La localidad se constituye en municipio constitucional en la región de Extremadura, Partido Judicial de Cáceres. En el censo de 1842 contaba con 150 hogares y 540 vecinos. Hacia mediados del siglo XIX, la villa tenía contabilizadas 113 casas. Aparece descrita en el decimotercer volumen del Diccionario geográfico-estadístico-histórico de España y sus posesiones de Ultramar de Pascual Madoz de la siguiente manera:

PUEBLA DE OBANDO. v. con ayunt. en la prov: de Badajoz (7 leg.), part. jud. de Alburquerque (5), aud. terr. de Cáceres (7), dióc de Coria (16), c. g. de Estremadura: sit. en un valle entre dos sierras que se elevan al N. y S. es de clima templado, reinan los vientos E. y S. y padecen disenterias ó intermitentes cuotidianas. Tiene 113 casas malas de piso bajo; la del ayunt., cárcel, escuela privada, á la que asisten 30 niños de ambos sexos, mediante la retribucion de un pan cada semana; igl. parr. (San Ildefonso) con curato de entrada de provision ordinaria, y en los afueras al O. el cementerio. Se surte de aguas potables en una fuente de muy rica calidad. Confina el térm. por N. con el de Cáceres; E. Cordobilla; S. la Roca, y O. Villar del Rey, estendiéndose 1/4 de leg. de N. á S. y una leg. de E. á 0. y comprende un monte llamado el Prado, compuesto de alcornoques en su mayor parte, y lo demas de encina y monte bajo. El terreno es áspero de barros y seco: los caminos vecinales, cruzando por las calles de la v. el de Cáceres á Badajoz, en un estado impropio de la frecuente comunicacion de estas dos cap.: el correo se recibe en Villar del Rey por carga vecinal dos veces á la semana. prod.: trigo, cebada, abena y judias; se mantiene ganado de cerda, vacuno, cabrio y muchas colmenas, y se cria abundante caza mayor y menor. ind. y comercio: fáb. de corcho trabajado por catalanes, carboneo para consumo del pais. pobl.: 150 vec., 540 alm. cap. prod.: 880.709 rs. imp.: 53,405. contr.: 6,850 rs. 22 mrs. presupuesto municipal: 5,550 rs. 17 mrs., del que se pagan 2,200 al secretario y se cubre con los fondos de propios y repartimiento vecinal.
Este pueblo se llama vulgarmente el Zángano.
(Madoz, 1849, p. 238)

## Demografía
Puebla de Obando cuenta con una población de 1806 habitantes (INE 2024).
| Gráfica de evolución demográfica de Puebla de Obando entre 1842 y 2021                                                |
| |
| Población de derecho según los censos de población del INE. Población de hecho según los censos de población del INE. |

## Patrimonio
Iglesia parroquial católica bajo la advocación de San Ildefonso, en la Archidiócesis de Mérida-Badajoz.
Ermita parroquial de San Isidro, patrón de los agricultores y del pueblo obandino a la hora de su festejo de romería.
El caserío, en cuyo núcleo tradicional se conserva poco transformada la arquitectura característica de la zona, presenta estructura crucial, definida por las dos vías principales que se cruzan en la plaza central, donde se alza la iglesia parroquial. La que se prolonga por el costado del Evangelio se ha desarrollado extraordinariamente, originando un apéndice de enorme extensión que va a desembocar a la carretera de Cáceres a Badajoz.

## Fiestas
El patrón de Puebla de Obando es San Ildefonso, cuya fiesta se celebra el 23 de enero. El 15 de mayo se celebra la fiesta de  San Isidro (aunque en este pueblo se adelanta o se atrasa dependiendo del sábado más próximo). Es una de las mayores celebraciones del pueblo y tiene lugar en las inmediaciones de la ermita de San Isidro durante 3 días (viernes, sábado y domingo). El 14 de septiembre se celebra las ferias y fiestas del santísimo  Cristo de la Piedad, justo antes del comienzo del curso escolar.